# ادمینوا گورا
ادمینوا گورا (به لاتین: Adamowa Góra) در لهستان است که در Gmina Młodzieszyn واقع شده‌است.

## خصوصیات
ادمینوا گورا ۱۵۰ نفر جمعیت دارد.